# Лавера, Лорен
Ло́рен Лаве́ра (англ. Lauren LaVera; род. 14 июня 1994 года , Филадельфия, Пенсильвания, США) — американская актриса, каскадёрша, мастер боевых искусств и сценарист. Прежде всего известна по своим ролям в фильмах ужасов. Обладает наградой Fangoria.
Лавера начала свою кинокарьеру в качестве дублёрши Ани Тейлор-Джой в психологическом триллере «Сплит» (2016). Её прорывной ролью стала последняя девушка Сиенна Шоу, которую она изобразила в слэшерах Дэмиена Леоне «Ужасающий 2» (2022) и «Ужасающий 3» (2024). Также Лорен участвует в фильмах «Колодец» Федерико Дзампальоне, «Жизнь Чака» Майка Флэнагана, «Монстр» Даррена Линна Боусмана и «Ужасающий 4» Леоне.
Телевизионные работы актрисы включают «Железный кулак», «Вкус Рождества», «Драгула братьев Буле» и «Закон и порядок: Организованная преступность».
В настоящее время Лавера активно пишет сценарий для фильма, который описывает как «вестерн-слэшер».

## Ранняя жизнь
Лорен Лавера родилась в Филадельфии (Пенсильвания). Интерес к актёрству она проявила ещё в детстве, а заниматься им профессионально начала во время обучения в Университете Темпл. Однако актёрское мастерство не было для неё приоритетом. Изначально она стремилась получить степень доктора юриспруденции, но затем переключила своё внимание на изучение английского и итальянского языков. После этого она бросила учёбу и начала работать оптиком. Решение стать актрисой пришло к Лавере после смерти её бабушки, которая в молодости была танцовщицей и актрисой, но так и не смогла осуществить свои планы. Уволившись с работы оптика, Лорен начала посещать курсы актёрского мастерства.

## Карьера

### 2017—2021: Начало карьеры
Одним из первых кинопроектов Лорен Лаверы стал психологический триллер М. Найта Шьямалана «Сплит» (2016), где она выступила каскадёрской дублёршей Ани Тейлор-Джой, Хейли Лу Ричардсон и Джессики Сулы. Получив положительные впечатления от работы с Шьямаланом, она захотела стать полноправной актрисой. В 2017 году Лавера сыграла роль второго плана в триллере Эмануэле Делла Валле «Болота» (2017).

### С 2022: «Ужасающий» и дальнейшие проекты
Первой главной ролью Лаверы стала Сиенна Шоу в фильме-слэшере «Ужасающий 2» 2022 года — девушка-подросток, сражающаяся с клоуном Артом, сверхъестественным серийным убийцей; компанию по съёмочной площадке ей составили Дэвид Ховард Торнтон, Эллиот Фаллэм, Сара Войт, Кайли Хайман, Кейси Хартнетт и Саманта Скаффиди. Критики похвалили как сам фильм, так и выступление Лаверы. Рецензент IGN заметил, что «в образе Сиенны Лорен Лавера предстаёт в ангельских фэнтезийных доспехах — как последняя девушка, сражающаяся за семью, противостоящая своим демонам и обрушивающая воинственные кровавые вопли в глумливое лицо Арта», в то время как обзорщик Paste написал, что «Лавера, получившая задачу привнести человечность в сиквел, справилась со своей задачей с чистой звёздной силой». Лорен повторила роль Сиенны в следующем фильме франшизы — «Ужасающий 3».

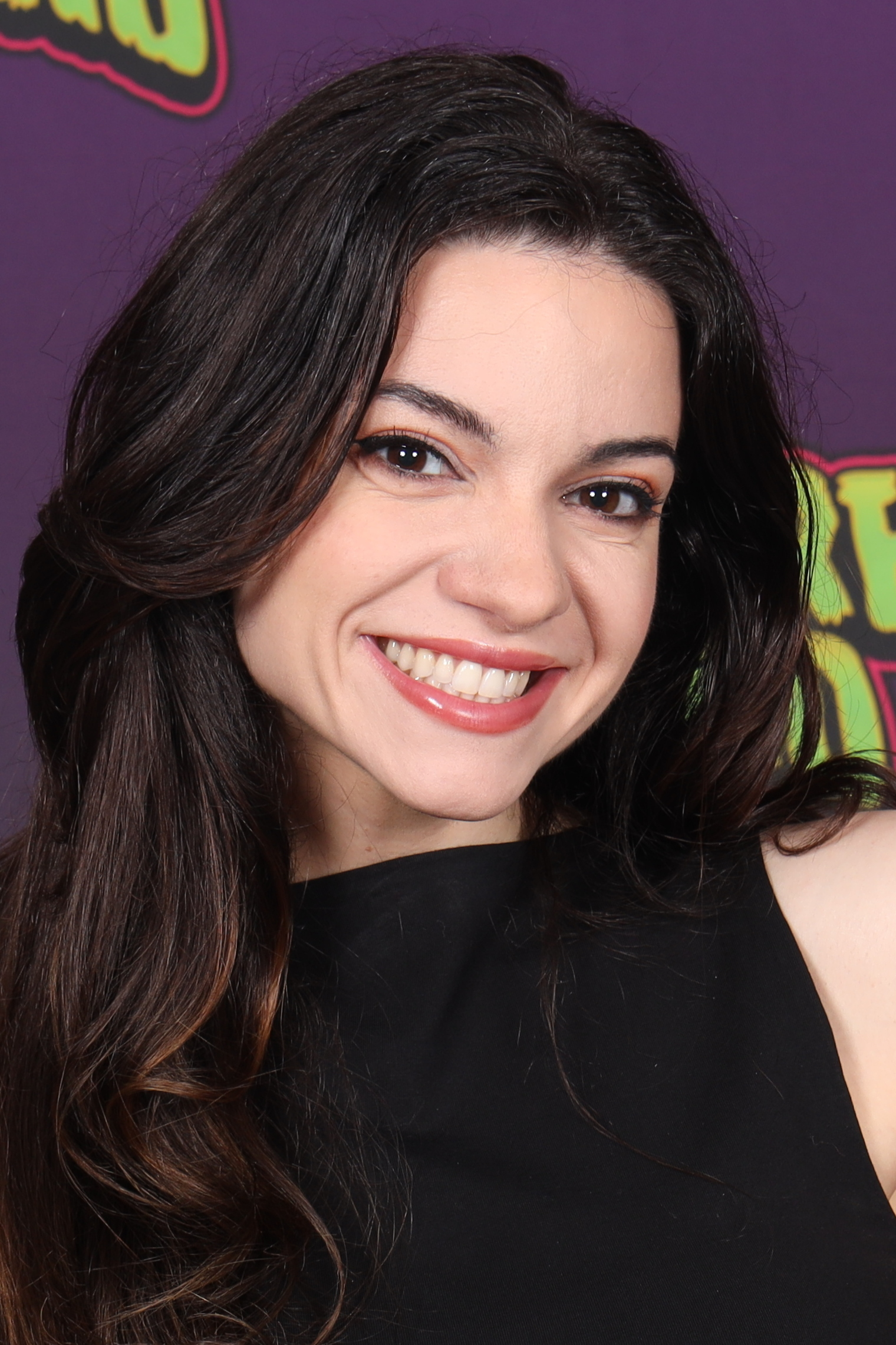
Лавера на Nightmare Weekend Miami в 2024 году

В 2022 году Лавера снялась в мафиозном фильме «Не просто так», а в 2023 году — в фильме ужасов Джо Лама «Плод». В феврале 2023 года Bloody Disgusting анонсировал, что Лорен Лавера сыграет роль Лизы Грей в сверхъестественном триллере «Колодец» режиссёра Федерико Дзампальоне. Актриса презентовала фильм на британском кинофестивале FrightFest в феврале 2024 года. В 2023 году Лавера появилась в качестве гостя в пятом сезоне реалити-шоу Shudder «Драгула братьев Буле», а в 2024 году — в двух сериях четвёртого сезона сериала «Закон и порядок: Организованная преступность».
Актриса сыграла эпизодическую роль в драматическом фильме Майка Фланагана «Жизнь Чака» 2025 года по мотивам одноимённого романа Стивена Кинга, вышедшего в 2020 году, и исполнит главную роль в фильме ужасов «Монстр» Даррена Линна Боусмана.
В октябре 2024 года она стала ведущей на церемонии Fangoria Chainsaw Awards.

## Личная жизнь
Лавера вышла замуж в 2014 году. Она познакомились со своим будущим мужем в ходе путешествия по Европе. В 2021 году пара купила свой первый дом.
Владеет тхэквондо, кун кхмером и ушу.

## Фильмография
Актриса
| Год  |     | Русское название                             | Оригинальное название                    | Роль                                                                     |
| ---- | --- | -------------------------------------------- | ---------------------------------------- | ------------------------------------------------------------------------ |
| 2016 | кор | Домашний офис                                | Home Office                              | Слоан                                                                    |
| 2016 | ф   | Сплит                                        | Split                                    | Кейси Кук (дублёрша Ани Тейлор-Джой, Хейли Лу Ричардсон и Джессики Сулы) |
| 2017 | тф  | Под цветами                                  | Under the Flowers                        | По                                                                       |
| 2017 | с   | Железный кулак                               | Iron Fist                                | Сиара (серия «Black Tiger Steals Heart»)                                 |
| 2017 | кор | Возвращайтесь благополучно                   | Return Safely                            | наблюдатель                                                              |
| 2017 | ф   | Болота                                       | Wetlands                                 | «Лютик» / наркоторговец                                                  |
| 2017 | кор | Кэнди                                        | Candy                                    | Кэнди «Тереза Гарсия»                                                    |
| 2018 | кор | Атманический                                 | Atmanous                                 | Анна                                                                     |
| 2018 | кор | Молоко                                       | Mulk                                     | Дженни                                                                   |
| 2018 | кор | Возмездие женщины-кошки                      | Catwoman Retribution                     | Мисс Линн                                                                |
| 2018 | кор | Дата. Щелчок. Повтор.                        | Date. Click. Repeat.                     | девушка на свидании                                                      |
| 2018 | ф   | Поколение Икс                                | The Middle of X                          | девушка из общества анонимных алкоголиков                                |
| 2018 | кор | Слэш                                         | Slash                                    | девушка                                                                  |
| 2018 | с   | Под цветами: Круг ада                        | Under the Flowers: Circle of Hell        | По                                                                       |
| 2019 | кор | Нет, значит нет                              | No Means No                              | леди с кошельком                                                         |
| 2019 | кор | Олень                                        | Stag                                     | Габи                                                                     |
| 2019 | ф   | Клинтон-Роуд                                 | Clinton Road                             | Кайла                                                                    |
| 2019 | кор | Не в моем вкусе                              | Out of My League                         | Ханна                                                                    |
| 2019 | кор | Знаменитые пирожные мисс Бартон              | Miss Barton's Famous Cakes               | Мисс Бартон                                                              |
| 2019 | кор | Ликвидация                                   | The Undoing                              | Викки Лерой                                                              |
| 2020 | кор | Прическа принцессы                           | Princess Cut                             | Тереза                                                                   |
| 2020 | с   | Новый агент Макгайвер                        | MacGyver                                 | игрок (серия «Soccer + Desi + Merchant + Titan»)                         |
| 2020 | кор | Убить или быть убитым                        | Kill or Be Killed                        | Ханна                                                                    |
| 2020 | с   | Послания из другого мира                     | Dispatches from Elsewhere                | бариста                                                                  |
| 2020 | тф  | Вкус Рождества                               | A Taste of Christmas                     | Ариэлла Кансио                                                           |
| 2021 | с   | Антология охотника                           | The Hunter's Anthology                   | Кейт (серия «Visit to the Asylum»)                                       |
| 2021 | с   | Кивер и Гиллис                               | Gilly and Keeves                         | дочь / Тана                                                              |
| 2021 | кор | Слежка                                       | Stalked                                  | Стефани                                                                  |
| 2021 | кор | Ночь дьявола                                 | Night of the Devil                       | Вивиан                                                                   |
| 2022 | кор | Радужный принц                               | The Rainbow Prince                       | юная мама                                                                |
| 2022 | ф   | Ужасающий 2                                  | Terrifier 2                              | Сиенна Шоу                                                               |
| 2022 | док | Кивер и Гиллис: Специальный выпуск           | Gilly and Keeves: The Special            | камео                                                                    |
| 2022 | ф   | Не просто так                                | Not for Nothing                          | Келли                                                                    |
| 2023 | ф   | Каштан                                       | Chestnut                                 | Хейли                                                                    |
| 2023 | ф   | Колодец                                      | The Well                                 | Лиза Грей                                                                |
| 2024 | с   | Закон и порядок: Организованная преступность | Law & Order: Organized Crime             | Хайди Моррис                                                             |
| 2024 | ф   | Антология охотника: Охотник на демонов       | The Hunter's Anthology: The Demon Hunter | Кейт                                                                     |
| 2024 | ф   | Мечтаю о тебе                                | Dreaming of You                          | Рен Хелена                                                               |
| 2024 | кор | Едва узнаваемый                              | Barely Recognizable                      | Кэти                                                                     |
| 2024 | ф   | Жизнь Чака                                   | The Life of Chuck                        | Лиза                                                                     |
| 2024 | ф   | Ужасающий 3                                  | Terrifier 3                              | Сиенна Шоу                                                               |
| 2025 | ф   | Плод                                         | The Fetus                                | Алесса                                                                   |
|      | ф   | Монстр                                       | The Monster                              |                                                                          |
|      | ф   | Ужасающий 4                                  | Terrifier 4                              | Сиенна Шоу                                                               |

За кадром
| Год | Фильм                     | Сценарист | Ист.   |
| --- | ------------------------- | --------- | ------ |
| TBA | безымянный вестерн-слэшер | Да        | [ 25 ] |

## Награды и номинации
| Год  | Премия                               | Категория                       | Номинация за            | Результат | Примечания |
| ---- | ------------------------------------ | ------------------------------- | ----------------------- | --------- | ---------- |
| 2018 | Межгалактический кинофестиваль Kapow | Лучший хоррор-ансамбль          | «Под цветами: Круг ада» | Победа    | [ 26 ]     |
| 2022 | Actress Universe                     | Лучшая актриса в фильме ужасов  | N/A                     | Номинация | [ 27 ]     |
| 2022 | Кинокритики Нью-Мексико              | Лучшая женская роль             | «Ужасающий 2»           | Номинация | [ 28 ]     |
| 2023 | Fangoria Chainsaw Awards             | Премия редакторов Eyeball Award | «Ужасающий 2»           | Победа    | [ 29 ]     |